# 천안두정고등학교
천안두정고등학교(天安斗井高等學校)는 대한민국 충청남도 천안시 서북구 두정동에 있는 공립 고등학교이다.

## 학교 연혁
- 2000년 6월 8일 : 천안두정고등학교 설립 확정 계획 (36학급)
- 2003년 3월 1일 : 초대 최청송 교장 부임
- 2003년 3월 5일 : 제1회 입학식 (입학생 수 423명)
- 2006년 2월 10일 : 제1회 졸업식 (졸업생 수 409명)
- 2024년 9월 1일 : 제10대 김종하 교장 부임
- 2025년 1월 3일 : 제20회 졸업식 (졸업생 수 420명, 총 9,354명)
- 2025년 3월 4일 : 제23회 입학식 (입학생 수 456명)

## 참고 자료
- 천안두정고등학교 - 한국교육학술정보원 학교알리미